# Gheorghe Ceausila
Gheorghe Ceausila est un footballeur roumain né le 11 octobre 1966 à Boisoara, Vâlcea.

## Carrière
- 1984-1986 : Chimia Râmnicu-Vâlcea  Roumanie
- 1985-1986 : Steaua Bucarest  Roumanie
- 1986-1987 : Chimia Râmnicu-Vâlcea  Roumanie
- 1987-1989 : FC Olt Scornicești  Roumanie
- 1988-1991 : CSU Craiova  Roumanie
- 1991-1992 : Dacia Unirea Brăila  Roumanie
- 1992-1994 : Sportul Studențesc Bucarest  Roumanie
- 1993-1994 : PAOK Salonique  Grèce
- 1994-1995 : Dinamo Bucarest  Roumanie
- 1994-1995 : National Bucarest  Roumanie
- 1995-1996 : Sportul Studențesc Bucarest  Roumanie
- 1995-1996 : Farul Constanța  Roumanie
- 1996-1997 : Hapoel Taibe  Israël
- 1996-1997 : Apulum Alba-Iulia  Roumanie
- 1998-1999 : Juventus FC Bucarest  Roumanie

## Palmarès
- 5 sélections et 0 but avec l'équipe de Roumanie.